# Fendou Jingyingsuo (bondby i Kina, Heilongjiang Sheng, lat 47,28, long 129,11)
Fendou Jingyingsuo (kinesiska: 奋斗经营所) är en bondby i Kina. Den ligger i provinsen Heilongjiang, i den nordöstra delen av landet, omkring 250 kilometer nordost om provinshuvudstaden Harbin. Antalet invånare är 739. Befolkningen består av 344 kvinnor och 395 män. Barn under 15 år utgör 5,0 %, vuxna 15-64 år 74 %, och äldre över 65 år 20,0 %.
Runt Fendou Jingyingsuo är det ganska glesbefolkat, med 40 invånare per kvadratkilometer. Fendou Jingyingsuo är det största samhället i trakten. I omgivningarna runt Fendou Jingyingsuo växer i huvudsak blandskog.
Genomsnittlig årsnederbörd är 1 025 millimeter. Den regnigaste månaden är juli, med i genomsnitt 226 mm nederbörd, och den torraste är januari, med 10 mm nederbörd.